# شوتروک ناهونته یکم
شوتروک-نَهونتِه (Shutruk-Nahhunte) یا شوتروک-نَخونتِه یکم (Shutruk-Nakhunte) یکی از پادشاهان ایلام از حدود ۱۱۸۵ پ. م تا ۱۱۵۵ پ. م بود.
وی دومین پادشاه دودمان شوتروکی‌ها است که بر شوش و انشان فرمانروایی می‌کرده‌ است.

## نام و دودمان
معنی نام شوتروک-نَهونتِه: «او که ایزدِ خورشید به‌درستی راهنمایی‌اش کرده ‌است» می‌باشد.نام خاندان «شوتروکیان» از این پادشاه گرفته شده‌است.
شوتروک-نَهونتِه فرزند هَلّوتوش-اینشوشینَک (به معنی: «ایزد اینشوشینَک، دوستِ سرزمین است») می‌باشد. گویا این خاندان شاهی ریشه در جنوبی‌ترین بخش اَنزان داشته‌است، یعنی در ناحیه فهلیان امروزی و نواحی شرقی‌تر آن تا برسد به شیراز و تخت جمشید.

### ارتباط با دودمان ایگِ-هَلکی
این واقعیت که شوتروک-نَهونتِه همچنان از عنوان «پادشاه انزان و شوش» استفاده می‌کند و همچنین با ازدواج با دختر بزرگ مِلی شیپَک دوم (۱۱۸۶-۱۱۷۲ پ. م)، پادشاه کاسی بابل، از رسم ایجاد اتحاد بین دو خاندان پادشاهی ایلام و کاسی‌ها پشتیبانی می‌کند، نشان می‌دهد که احتمالاً بین وی و دودمان ایگِ-هَلکی رابطه‌ی خویشاوندی وجود داشته است. اما شوتروک-نَهونتِه از پدرش با نام هَلّوتوش-اینشوشینک نام می‌برد، شخصیتی که برای ما ناشناخته است. در نتیجه ما در مورد وجود یا عدم وجود ارتباط خانوادگی بین شوتروکی‌ها و ایگِ-هَلکی‌ها فقط می‌توانیم به حدس و گمان متوسل شویم. اما گلدبرگ استدلال می‌کند که هّلوتوش-اینشوشینک ممکن است دامادِ اونتَش-نَپیریشَه، یکی از آخرین پادشاهان ایگِ-هَلکی بوده باشد و در نتیجه ارتباطش با خاندان پادشاهی نه از راهِ خون بلکه از راهِ ازدواج بوده است. اینکه آیا هلّوتوش-اینشوشینک خودش هم پادشاه بوده یا نه، پرسشی‌ست که ده‌ها سال است ایلام‌شناسان را به دو گروه تقسیم کرده است: کسانی که می‌گویند وی پادشاه بوده و کسانی که معتقدند او هرگز پادشاهی نکرده است. در این میان ما شواهد دیگری نیز در دست داریم، هر چند خیلی قانع‌کننده نیستند، که از وجود نوعی ارتباط بین ایگِ-هَلکی‌ها و شوتروکی‌ها خبر می‌دهند: ایزدبانو مَنزَت جایگاه مهمش را در معبد خدایان ایلامی در دوران پادشاهی هر دو دودمان حفظ می‌کند. شوتروک-نَهونتِه نه تنها معبد این ایزدبانو در هوپشَن (دهِ نو) را احیا می‌کند، بلکه معبد تازه‌ای برای وی در سه کیلومتری شمال چُغازَنبیل می‌سازد. جدا از اینکه شرایط انتقال قدرت از دودمان ایگِ-هَلکی به شوتروکی‌ها چه بوده است، واقعیت این است که شوتروکی‌ها سیاست تهاجمی را که در پایان پادشاهی ایگِ-هَلکی نسبت به بابل وجود داشته است به سطح بی‌سابقه و ویرانگری می‌رسانند، سیاستی که سرانجام هم ایلامی‌ها و هم کاسی‌ها را از پا درمی‌آورد.

## نبشته‌های بر جای مانده از شوتروک-نَهونتِه
از این پادشاه نبشته‌های زیادی به یادگار مانده‌است. با اطمینان می‌توان گفت که نبشته‌های دیگری از او هنوز در زیر خاک ایلام و به ویژه در ده نو (هوپشن کهن) مدفون است.
یکی از سندهای او از لیان (بوشهر) به دست آمده‌است که از اینجا می‌توان نتیجه گرفت شوتروک-نَهونتِه نیرومندانه سراسر ایلام را در دست داشته‌است. از سند یاد شده معلوم می‌شود که معبد نو ساختهٔ کریریشَه که هومبان نومنه در لیان ساخته بود، دوباره رو به ویرانی نهاده بوده و شوتروک-نَهونتِه قصد کرده که دوباره آن را برپا سازد.
یکی دیگر از نبشته‌های این پادشاه ایستاسَنگی‌ست که در آهیتک (اصفهان؟) به غنیمت برده بود. شاه در این نبشته نخست گزارش می‌کند که دستور داده‌است ایستاسنگ را از آهیتک به شوش انتقال دهند و در ادامه می‌آورد: "من شوتروک-نَهونتِه‌ام، پسرِ هَلّوتوش-اینشوشینک، شاهِ اَنزان و شوش و فزایندهٔ شهریاری‌ام. از شاهانِ پیش هیچ یک جایِ ایستاسنگ را برای جنگجویانِ شاخدارش نمی‌شناخت. من، شوتروک-نَهونتِه، چون ایزدم اینشوشینَک مرا یاری می‌رساند او را ندا دادم. او نیایش مرا شنید و جنگجویانِ شاخدارِ مرا به جایِ آن (یعنی ایستاسنگ) راه نمود. اینشوشینک، ایزدِ من، مرا پذیرفت، و پس از آنکه مکان (ایستاسنگ) را از راهِ من به جنگجویانِ شاخدارِ من نشان داد، آن مکان را در اختیار گرفتم و سرزمینِ گشوده راهمچون قلمروِ خود نگاه داشتم". در بخشی دیگر از این نبشته می‌آید: "ای اینشوشینَک، ای ایزدِ من، چون تو از من پشتیبانی کردی، من، شوتروک-نَهونتِه، مسلح به شاخ‌ها زمین را زیرِ نگاهبانیِ خود گرفتم". پایانِ نبشته ناقص است و فهم آن از بقیه جاها دشوارتر. با این همه همین اندازه روشن است که سپاهیان ایلامی ۳۰ بارِ مس و "۲۴۵۵ پیمانه غله برای انبارهای اردوگاه‌" به غنیمت گرفته‌اند. نبشته با این جمله پایان می‌یابد: "روی‌هم‌رفته ۳۴۱۵ جنگجوی شاخدار را به هوهنور در سرزمین ایستاسنگ فرستادم."
پادشاهِ ایلام شیفتهٔ گردآوری سنگ‌های یادمان بود، او معمولاً به سنگ‌های یادمان نبشته‌ای افزوده و به این ترتیب آنها را گویا کرده‌است. به راستی هیچ شاهِ ایلامی دیگری این همه سنگِ یادمان به شوش نیاورده و به معبد اینشوشینَک نسپرده‌است. شوتروک-نَهونتِه یک بار چنین سنگی را در جایی در ناحیهٔ شرقی سرزمین کوهستانی اَنزان پیدا کرده و دربارهٔ آن چنین نوشته‌است: «شاهی را که آن را نشانده نمی‌شناسم. چون ایزد اینشوشینَک مرا یاری کرد، آن را برای خود برداشتم و از راه کوتیکین و نَهوتیرمَه به شوش آوردم. چون شهرِ اونتَش را در کنارِ هیتهیتِه دوست می‌دارم، سنگِ یادمان را پنج ماه در آنجا نهادم و خود به سفر ادامه دادم». سرانجام سنگ یادمان به شوش رسید: «برای تندرستی خود سنگِ یادمان را در برابرِ ایزدِ خود، اینشوشینَک، نشاندم و به احترامِ او نامش را بر آن نوشتم».
پادشاه یک بار به هنگام حضورش در شهرِ اونتَش، در ناحیهٔ مقدس (سیانکوک) توجهش به سنگِ یادمانی که اونتَش-نَپیریشَه نشانده بود، جلب شده و با اندیشه به آن نگریسته بود. حاصل این اندیشیدن این بود که سنگِ یادمان راهی شوش می‌شود. دلیلی که این «مجموعه‌دار سنگ‌یادمان‌ها» می‌آورد این است: «این سنگ‌یادمان را اونتَش-نَپیریشَه در ناحیهٔ مقدس نشانده بود. به فرمانِ اینشوشینَک، من، شوتروک-نَهونتِه، سنگ‌یادمان را برای خود برداشتم و آن را در شوش در پیشِ ایزدم اینشوشینَک برپا کردم».
هنگامی که شوتروک-نَهونتِه در سال ۱۱۶۰ از لشکرکشی خود به بابل با غنایمی به شوش بازگشت و آنها را در معبد اینشوشینَک نهاد، حیاط مقدس این معبد با سنگ‌یادمان‌ها و تندیس‌های فراوانش به جنگلی از سنگ تبدیل شده بود.

## دیدگاه‌ها درباره‌ی پادشاهی شوتروک-نَهونتِه
از دیدِ ایلامی‌ها شوتروک-نَهونتِه و دو پسرش (کوتیر-نَهونتِه و شیلهَک-اینشوشینَک) احتمالا کهن‌الگو و نمونه‌ی بارز پادشاهان انشان و شوش بوده‌اند، پادشاهانی که آنچه را از ایشان انتظار می‌رود به انجام می‌رسانند، مانند احیا و بازسازی معابد و پرستشگاه‌های خدایان گوناگون در شوش و دیگر نقاط ایلام، واقعیتی که وجود پاره‌آجرها و سنگ‌نبشته‌های برجای‌مانده از هر سه پادشاه آن را برای ما مسلم می‌سازد. این پادشاهان همچنین قلمرو ایلام را طی چندین یورش در جهات گوناگون و به ویژه به سوی میان‌رودان گسترش دادند. 
اما از نظر اهالی میان‌رودان شوتروک-نَهونتِه و پسرانش تجسم شرارتِ ایلامی بودند چرا که موجب ویرانیِ میان‌رودان و جنایات شوم شده بودند. هرچند سنت ازدواج بین خاندان پادشاهی ایلام و کاسی‌ها قدمتی به درازای دو سده داشت، با به پادشاهی رسیدن کیدین-هوتران دوم در سده‌ی چهاردهم پ. م سیاست ایلامی‌ها در برابر میان‌رودان به طور کل و کاسی‌ها به طور خاص خشونت‌بار می‌شود و این سیاست خشن در دو سده‌ی بعدی و زیر فرمانروایی شوتروک-نَهونتِه و پسرانش نیز ادامه پیدا می‌کند.

## لشکرکشی‌های شوتروک-نَهونتِه و پسرانش
شوتروک-نَهونتِه (حدود ۱۱۹۰-۱۱۵۵ پ. م) در سال ۱۱۵۸ پ. م به بابِل لشکرکشی کرد و زابابا-شومّا-ایدّینَه پادشاه کاسی‌ها (۱۱۵۸ پ. م) را از تخت شاهی به زیر کشید. وی سپس بسیاری از معابد و مقبرهٰ‌های میان‌رودان را غارت کرد و آثار ارزشمندی همچون مَردوک و ایستاسنگ قانون حمورابی را به شوش برد و پس از حکاکی القاب متعالی خویش بر این آثار، آنها را به معبد اینشوشینک در شوش تقدیم کرد.
کوتیر-نَهونتِه (حدود ۱۱۵۵-۱۱۵۰ پ. م)، پسر بزرگ و جانشین شوتروک-نَهونتِه، که از سوی پدر به مقام فرمانداری نظامی بابل منصوب شده بود، پس از نشستن بر تخت پادشاهی یورش‌های تازه‌ای علیه میان‌رودان آغاز کرد و حکومت آخرین پادشاه کاسی‌ها به نام انلیل-نادین-اَخِّ (۱۱۵۷-۱۱۵۵ پ. م) را سرنگون کرد و با این کار پادشاهی کاسی‌ها، خاندانی که طولانی‌ترین پادشاهی را در تاریخ بابل داشتند، به پایان رسید.
پسر دوم شوتروک-نَهونتِه به نام شیلهَک-اینشوشینَک (حدود ۱۱۵۰-۱۱۲۰ پ. م) که متوجه شده بود در بابِل دیگر چیزی برای غارت کردن وجود ندارد، توجه خود را به سمت شمال معطوف و عملیات گسترده‌ای را آغاز کرد که تا عمق زاگرس و مرز آشور ادامه پیدا کرد. این شاید بزرگ‌ترین توسعه نظامی امپراتوری ایلام باشد که در ضمن آن شیلهَک-اینشوشینَک ادعا می‌کند که ده‌ها سرزمین و صدها شهر و روستا و ظاهرا بسیاری از تپه‌های واقع در باختر ایران و شمال عراق را به تصرف خود درآورده است. قتل‌عام در میان‌رودان برای ایلامی‌ها مشخصا دلایل اقتصادی و سیاسی داشته است.
یورش‌های ایلامی‌ها به میان‌رودان صرفاً عملیات اِشغال و غارت معمولی و بدون هیچ قصد و نیتی برای الحاق بابل به «امپراتوری» ایلام بوده است. انتصاب کوتیر-نَهونتِه به مقام فرماندار نظامی بابل از سوی پدرش شوتروک-نَهونتِه، در حالی که خاندان کاسی همچنان در رأس قدرت بودند و توانستند پادشاه مشروع دیگری (زابابا-شومّا-ایدّینَه) را بر تخت شاهی بنشانند، نشان‌دهنده این واقعیت است که ایلامی‌ها برنامه‌ای برای اشغال بابل نداشته‌اند. پس از رسیدن به یکی از اهداف اصلی‌شان، یعنی سرنگونی آخرین پادشاه کاسی انلیل-نادین-اَخِّ از پادشاهی و برانداختن دودمان کاسی، کوتیر-نَهونتِه و شیلهَک-اینشوشینَک حتی تا این حد هم در امور سیاسی بابل دخالت نکردند. در این زمان خلأ قدرت بسیار مهمی در بابل ایجاد شده بود، ولی ایلامی‌ها از آن استفاده نکردند و اجازه دادند نِبوکَدنِسَر یکم (۱۱۲۵-۱۱۰۴ پ. م) از دودمان دوم ایسین از این موقعیت بهره‌برداری کند، که عواقب مخربی برای ایلام به دنبال داشت.

## در فرهنگ عامه
- داستان کوتاه دزد قصر اثر اتان کانین
- فیلم باشگاه امپراطور محصول سال ۲۰۰۲: یکی از عناصر کلیدی فیلم کتیبه‌ای است که در آن کارهای شوتروک-ناهونته توصیف شده است، یک فاتح ایگومانیایی مشهور که امروزه تقریبا ناشناخته است. در فیلم روی تابلوی آویزان شده بر دیوار نوشته شده است:

من شوتروک ناهونته، پادشاه انشان و شوش، فرمانروای سرزمین ایلام هستم. به فرمان اینشوشیناک، شهر سیپار را نابود کردم، کتیبه نارام‌سین را گرفتم و به ایلام بازگرداندم و در آنجا آن را به عنوان هدیه ای به خدای خود، اینشوشیناک، پیشکش کردم. - شوتروک ناهونته، ۱۱۵۸ قبل از میلاد.